# Los chicos de las taquillas
Los chicos de las taquillas (コインロッカー・ベイビーズ - Koinrokkā Beibīzu en su edición original) es la tercera novela, publicada originalmente en 1980, del escritor japonés Ryū Murakami.
Considerada una de las novelas más importantes del autor obtuvo una importante acogida comercial y de crítica por su estilo nihilista y su temática centrada en la violencia infantil. Aunque ha habido proyectos para adaptarla al cine, en 2005 con Sean Lennon y Michele Civetta, existe una versión vagamente inspirada en la temática de la novela, Coin Locker Girl, dirigida por el surcoreano Han Jun-hee.

## Argumento
Hashi y Kiku son dos niños abandonados por sus madres, durante el verano de 1970, en las taquillas de una estación de tren de Tokio. Tras ser desvelada su situación son criados primero en un orfanato y, posteriormente, son adoptados por un matrimonio que residen en una isla frente a la ciudad de Sasebo. Ambos actúan como si fueran hermanos pero tienen caracteres muy distintos: Kiku, deportista y resolutivo, es tímido en su relación con los demás y Hashi es más "sensible" y aparentemente dependiente de Kiku. 
Cuando cumplen 16 años Hashi, revelada ya su bisexualidad, decide mudarse a Toxitown, un deprimido departamento minero abandonado de Tokio, con la intención de encontrar a su madre biológica y convertirse en un cantante. Para lograr esos fines contará con la ayuda de un hombre llamado D que gestionará sus negocios.
Kiku, por su parte, se convierte en un saltador de pértiga que canaliza su rabia y ansias homicidas a través del deporte. Junto a Anemone, su excéntrica novia y modelo, busca afanosamente una sustancia llamada Datura que convierte a sus consumidores en frenéticos asesinos. Pero mientras Hashi y D buscan a la madre biológica de Hashi en su lugar encuentran a la de Kiku y todas sus vidas serán alteradas drásticamente por ello.

## Crítica
En una entrevista realizada por Steve Erickson, recogida posteriormente por Ralph McCarthy para Kyoto Journal en 2011, Murakami desveló la idea original que impulsó la novela:

“En los años previos a escribir la novela hubo varios casos en Japón de bebés abandonados en los casilleros de monedas. La mayoría ya estaban muertos y los padres o quienes fueran buscaban un lugar para deshacerse de los cadáveres. Pero algunos de los bebés todavía estaban vivos y algunos incluso sobrevivieron. ¿Qué pasaría si estos bebés crecieran y descubrieran que habían sido abandonados así?. ¿No sería fácil para ellos sentir un tremendo odio por el mundo?. ¿No sería fácil para ellos querer destruirlo?."
Ryū Murakami (Kyoto Journal, 2011) 

La polémica sobre el tratamiento del abuso infantil y la plasmación de la violencia que muestra la novela también ha sido abordado por el autor:

"No es que algo esté "sucediendo" (el maltrato infantil) sino que son cosas que siempre han sucedido en la sociedad y han comenzado a emerger. El abuso infantil y el ciclo de violencia son problemas mundiales no cosas que suceden sólo en Japón".
Ryū Murakami (Kyoto Journal, 2011) 

Cuando se le preguntó por su vinculación con el nihilismo, en una entrevista realizada por Joseph George para Vice en 2013, Murakami afirmó:

"También tengo problemas con el mundo que veo a mi alrededor. En el caso de los jóvenes heridos aquellos con creatividad pueden ser capaces de enfocar esa ira o energía destructiva en la escritura o la música. Pero, si no, tienden a ir hacia la violencia o incluso hacia el terrorismo. Si la energía destructiva viene con una especie de carga moral entonces puede convertirse en una revolución."
Ryū Murakami (Vice,2013) 